# Château de Gréouces
Le château de Gréouces est un château situé à Lacougotte-Cadoul, dans le Tarn (France).

## Historique
Le château primitif de Gréouces est construit à une date inconnue, avant d'être détruit lors des guerres de Religion du XVIe siècle. 
La bâtisse actuelle date du XIXe siècle.

## Architecture
Le château de Gréouces présente une curieuse architecture. C'est un corps de logis rectangulaire, flanqué de deux tours carrées sur sa façade principale, au nord. Celles-ci sont surmontées de créneaux percés de meurtrières fantaisistes en forme de cœur, et sont coiffées de toitures fuselées. Les façades sont bordées de faux mâchicoulis. Le logis est couvert d'un grand toit en carène, que surmonte un beau clocheton en fer
Les fenêtres sont largement ornées, entourées de petites colonnes et d'entablements décorés de motifs sinueux.[réf. souhaitée]